# Katharina Beck
Katharina Barbara Maria Beck (* 13. April 1982 in Düsseldorf) ist eine deutsche Politikerin (Bündnis 90/Die Grünen). Sie ist seit 2021 Mitglied des Deutschen Bundestags. Die Finanzbetriebswirtin und Unternehmensberaterin ist finanzpolitische Sprecherin der Bundestagsfraktion Bündnis 90/Die Grünen und als stellvertretendes Mitglied im Ausschuss für Wirtschaft und Energie zuständig für das Thema Startups.

## Leben
Katharina Beck wuchs in Duisburg als Tochter einer Bäcker-Handwerks-Großfamilie auf. Ihre Mutter ist Opernsängerin und ihr Vater Diplom-Ingenieur.
Sie studierte bis zum Diplom 2007 in Köln und Argentinien Regionalwissenschaften Lateinamerika. Während ihres Studiums engagierte sie sich in verschiedenen studentischen Vereinigungen, darunter „Oikos - students for sustainable economics and management“ und „matices - magazine on Spain, Portugal and Latin America“. Darüber hinaus absolvierte sie von 2012 bis 2014 an der Fernuniversität Hagen ein Studium zur Finanzbetriebswirtin. Weitere Post-Graduate-Bildungsstationen führten sie an die ESMT Berlin und die Yale University (WBCSD Leadership Program).
Seit 2011 lebt sie in Hamburg, ist verheiratet und Mutter eines Kindes.

## Beruflicher Werdegang
Von März 2009 bis Februar 2010 arbeitete Beck als Projektleiterin bei Oikos International und förderte die Gründung von oikos-Kapiteln an Universitäten. Danach war Beck von Februar 2009 bis November 2011 Geschäftsführerin des Institute for Social Banking und in verschiedenen Bereichen tätig. Von Dezember 2011 bis Oktober 2012 war sie Junior Consultant bei einem Unternehmen für Unternehmensverantwortung und Nachhaltigkeitsstrategien. Ihre Karriere setzte sie als Koordinatorin und wissenschaftliche Mitarbeiterin beim Institut für Finanzdienstleistungen von November 2012 bis Dezember 2013 fort, wo sie im Bereich Financial Education und Social Banking tätig war.
Beck gründete und leitete von April 2010 bis Juli 2015 „Schöne neue Welt delüx!“.
Darüber hinaus arbeitete sie von Januar 2014 bis April 2021 bei Accenture in verschiedenen Positionen. Dort leitete sie Projekte zur Umsetzung nachhaltiger Strategien. Sie ist Mitbegründerin von „Reinventing Society – Zentrum für Realutopien“.
Im Mai 2021 wurde Beck Spitzenkandidatin der Hamburger Grünen für die Bundestagswahl, sie ist seit September 2021 Mitglied des Deutschen Bundestags (MdB), wo sie in der 20. Legislaturperiode als stellvertretende Vorsitzende des Finanzausschusses und als finanzpolitische Sprecherin der Grünen Bundestagsfraktion tätig war. Sie leitete die Arbeitsgruppe Finanzen und war Mitglied im erweiterten Fraktionsvorstand. Seit Januar 2022 ist Beck Mitglied des Verwaltungsrats der KfW. Nach ihrer Wahl in den 21. Deutschen Bundestag ist sie erneut zur Sprecherin für Finanzpolitik der Grünen Bundestagsfraktion gewählt worden. 

## Politische Laufbahn
Beck ist seit 2008 Mitglied der Grünen und seit 2011 in Hamburg im Kreisverband Hamburg-Nord aktiv. Sie war Sprecherin der Bundesarbeitsgemeinschaften von Bündnis 90/Die Grünen sowie die Sprecherin der Bundesarbeitsgemeinschaft Wirtschaft & Finanzen. Von 2017 bis 2021 war sie Mitglied des Wirtschaftsbeirats der Bundestagsfraktion Bündnis 90/Die Grünen. 2021 kandidierte sie als Direktkandidatin für den Bezirk Hamburg-Nord sowie als Spitzenkandidatin für den Listenplatz 1 der Grünen Hamburg und zog über die Landesliste in den Bundestag ein.
Im 20. Deutschen Bundestag war Beck stellvertretende Vorsitzende des Finanzausschusses und stellvertretendes Mitglied in den Ausschüssen für Wirtschaft, Recht, Tourismus sowie im Parlamentarischen Beirat für nachhaltige Entwicklung. Seit dem 10. Dezember 2021 ist Katharina Beck außerdem finanzpolitische Sprecherin der Fraktion Bündnis 90/Die Grünen und leitet dessen Arbeitsgruppe Finanzen. Im 21. Deutschen Bundestag ist Katharina Beck Mitglied im Finanzausschuss sowie stellvertretendes Mitglied in den Ausschüssen für Wirtschaft und Energie sowie für Recht und Verbraucherschutz.

## Positionen
Als finanzpolitische Sprecherin der Bundestagsfraktion Bündnis 90/Die Grünen setzt sich Katharina Beck für eine florierende Wirtschaft innerhalb der planetaren Grenzen ein und möchte die sozial-ökologische Transformation der Wirtschaft vorantreiben. Dafür sollen die Anreize im System für nachhaltiges Agieren der Unternehmen sowie Verbraucherinnen und Verbraucher erhöht werden. Dies kann laut Beck durch den Abbau von klimaschädlichen Subventionen, Sustainable Finance und die Integration von Umwelt- und Sozialkosten in die Bilanzen von Großunternehmen realisiert werden. Durch letzteres sollen die externen Effekte, welche bei vielen Unternehmen in der Produktion auftreten, sichtbar gemacht werden und letztendlich auch internalisiert werden.

## Publikationen
- 2008: Der Demobilisierungsprozess der Paramilitärs in Kolumbien unter Álvaro Uribe, VDM Verlag, ISBN 978-3-639-01596-6.
- 2010: Beck/Käufer/Vandemeulebrouke (Hrsg.): Networking Social Finance.
- 2011: Competences of Social Bankers. A critical review of a body of knowledge with a proposal to integrate dilemma management, in: ISB Paper Series, No. 9.[18]
- 2016: Beck und Herrmann, „Sechs Thesen für eine gerechtere und lebenswertere Gesellschaft“, Bündnis 90/Die Grünen.[19]
- 2016: Beck et al. Quantification Matters. How to Mobilize Finance for Social Impact, WBCSD Education.[20]
- 2019: Nachhaltigkeit: CEOs fordern Mut zur Kurskorrektur,  Absatzwirtschaft.[21]
- 2022: Katharina Beck, Philipp Buddemeier: „Green Ferry – Das Ticket ins konsequent nachhaltige Wirtschaften“, Murmann Verlag, ISBN 978-3-86774-737-0.